# Zwarte knotssprietkever
De zwarte knotssprietkever (Orthocerus clavicornis) is een keversoort uit de familie somberkevers (Zopheridae). De wetenschappelijke naam van de soort werd in 1758 als Dermestes clavicornis gepubliceerd door Carl Linnaeus.